# 제천시
제천시(堤川市)는 대한민국 충청북도 북동부의 시이다. 1980년 제천읍이 제천시로 승격되었고, 1995년 제천군(옛 제원군)을 통합하여 도농복합시가 되었다. 중앙선, 충북선, 태백선 철도가 연결되어 예로부터 교통의 중심지였다. 명소로는 의림지, 청풍호가 있고, 시의 남쪽으로 경상북도 문경시와의 경계에는 월악산(1,094m)이 있다. 시청 소재지는 영서동이고, 행정구역은 1읍 7면 9동이다. 충청북도 북부출장소가 설치되어 있다.

## 역사
| Daedongyeojido (Gyujanggak) 14-04.jpg |  |
|                                       |  |

이 지역에서 사람이 살기 시작한 것은 구석기시대부터이다. 송학면 포전리 점말동굴과 도화리 고인돌, 봉양읍 학산리 고인돌, 청풍면 황석리 고인돌 등을 통해 이 같은 주장이 뒷받침된다. 특히 송학면 포전리 점말동굴은 남한지역에서 최초로 확인된 구석기 유적으로 큰 역사적 가치를 가지고 있다.
- 1106년 감무(監務)를 두었다.
- 1460년 제천현(堤川縣)을 설치하고 현감(縣監)을 두었다. 이웃한 청풍 지역은 청풍군(淸風郡)이 되었다.
- 1660년 청풍군이 청풍도호부(淸風都護府)로 승격되었다. (현종비 명성왕후 김씨의 관향)
- 1895년 6월 23일(음력 윤5월 1일) 제천현이 제천군(堤川郡)으로 승격되고, 청풍도호부가 청풍군으로 환원되어, 충주부 제천군, 청풍군이 되었다.[1]
- 1896년 8월 4일 충청북도 제천군, 청풍군으로 개편하였다.[2]
- 1914년 4월 1일 청풍군이 제천군에 편입되었다.[3]
- 1940년 11월 1일 제천면을 제천읍으로 승격하였다.[4] (1읍 8면)
- 1980년 4월 1일 제천군 제천읍이 제천시로 승격되고, 제천군이 제원군(堤原郡)으로 개칭되었다.[5]
- 1983년 2월 15일 제원군 금성면 명지리, 강제리, 산곡리와 봉양면 천남리, 왕암리, 신리가 제천시에 편입되었다.[6]
- 1987년 1월 1일 단양군 어상천면 자작리가 제천시에 편입되었다.[7]
- 1989년 1월 1일 제원군 금성면 대랑리를 제천시로 편입하였다.
- 1991년 1월 1일 제원군을 제천군으로 명칭을 환원하였다.
- 1995년 1월 1일 제천시 일원과 제천군 일원을 관할로 도농복합형태의 제천시가 설치되었다.[8] 봉양면이 봉양읍으로 승격되었다.[9] (1읍 7면 13동)
- 1998년 9월 25일 제천시 일부 동이 통폐합되었다.[10] (1읍 7면 9동)
- 2003년 7월 7일 제천시 일부 동이 신설 혹은 통폐합되었다.[11] (1읍 7면 9동)
- 2011년 1월 1일 제천시 일부 동의 명칭을 변경하였다. (1읍 7면 9동)[12]
- 2017년 1월 1일 제천시 일부 동의 명칭을 변경하였다. (1읍 7면 9동)[13]

제천의병(堤川義兵) : 제천을 비롯한 사군지역(제천, 청풍, 단양, 영춘)에 지리적, 학문적, 혈연적 연고의 기반을 둔 한말 의병을 가리키는 말이다. 물론 시기에 따라 그 외연	 (外延)이 때로는 영남, 강원, 경기지역, 나아가서는 서북과 해외에까지 확대되기도 하였다. 그러나 항상 그 근거지는 제천으로 인식되고 있었다. 호좌의진(湖左義陳)과 이강년(李康秊)에 관한 핵심적 자료를 남겨둔 박정수(朴貞洙)도 제천은 의병의 처음이요, 마지막인 고장으로, 팔을 걷어 부치고 나선 장병이 제일 많았다'고 단언한 것이다.
또한 한말의 제천의병은 하나의 상징적 존재로서 유중교(柳重敎)와 유인석(柳麟錫)이 거주하며 제자를 양성한 제천의 장담(長潭)(제천시 봉양읍 공전리)마을이 의병봉기의 터전이 되었으며, 지평의병이 패하고 영월로 후퇴하자 유인석이 요동(遼東)행을 포기하고 의병대장으로 추대되어 의진을 수습하고 의병활동을 전개하기 시작한 곳이 바로 이곳 제천이다.
이에 제천시에서는 우리 삶의 터전인 제천지역의 숭고한 의병정신을 계승하고 한말 및 일제강점기에 치열하게 전개된 항일투쟁 관련자료를 한 자리에 모아, 이 지역의 후손들이 이러한 지역적 전통을 이어받아 진정으로 의(義)로운 지역문화와 전통을 만들어갈 수 있도록 '제천의병전시관, 숭의사, 의병기념탑, 자양영당, 성재.의암 선생 거택'등을 1995년 제천의병 창의100주년 기념사업으로 건립하여 자라나는 어린이, 청소년들의 교육의 장으로 활용하는데 그 의의가 있다.

## 지리

### 위치
제천시는 충청북도의 북동부, 차령산맥과 소백산맥의 중간에 위치한다. 동쪽은 단양군, 서측은 충주시, 남측은 문경시, 북측은 원주시·영월군과 접해 있다. 남측과 서측은 화강암지대이나 북동측은 석회암지대로 주요 시멘트 생산 지역 중 하나이다.
극점
- 극동: 송학면 장곡리 북위 37° 12′ 50″ 동경 128° 20′ 10″ / 북위 37.21389°  동경 128.33611°
- 극서: 백운면 덕동리 북위 37° 13′ 25″ 동경 127° 55′ 25″ / 북위 37.22361°  동경 127.92361°
- 극남: 덕산면 월악리 북위 36° 48′ 35″ 동경 128° 13′ 05″ / 북위 36.80972°  동경 128.21806°
- 극북: 백운면 운학리 북위 37° 15′ 20″ 동경 127° 58′ 55″ / 북위 37.25556°  동경 127.98194°

### 기후
제천시의 기후는 냉대 동계 소우 기후(Dwa)이다.
| 제천기상관측소 (제천시 신월동, 해발 264.62m)의 기후     | 제천기상관측소 (제천시 신월동, 해발 264.62m)의 기후 | 제천기상관측소 (제천시 신월동, 해발 264.62m)의 기후 | 제천기상관측소 (제천시 신월동, 해발 264.62m)의 기후 | 제천기상관측소 (제천시 신월동, 해발 264.62m)의 기후 | 제천기상관측소 (제천시 신월동, 해발 264.62m)의 기후 | 제천기상관측소 (제천시 신월동, 해발 264.62m)의 기후 | 제천기상관측소 (제천시 신월동, 해발 264.62m)의 기후 | 제천기상관측소 (제천시 신월동, 해발 264.62m)의 기후 | 제천기상관측소 (제천시 신월동, 해발 264.62m)의 기후 | 제천기상관측소 (제천시 신월동, 해발 264.62m)의 기후 | 제천기상관측소 (제천시 신월동, 해발 264.62m)의 기후 | 제천기상관측소 (제천시 신월동, 해발 264.62m)의 기후 | 제천기상관측소 (제천시 신월동, 해발 264.62m)의 기후 |
| 월                                                      | 1월                                                 | 2월                                                 | 3월                                                 | 4월                                                 | 5월                                                 | 6월                                                 | 7월                                                 | 8월                                                 | 9월                                                 | 10월                                                | 11월                                                | 12월                                                | 연간                                                |
| ------------------------------------------------------- | --------------------------------------------------- | --------------------------------------------------- | --------------------------------------------------- | --------------------------------------------------- | --------------------------------------------------- | --------------------------------------------------- | --------------------------------------------------- | --------------------------------------------------- | --------------------------------------------------- | --------------------------------------------------- | --------------------------------------------------- | --------------------------------------------------- | --------------------------------------------------- |
| 역대 최고 기온 °C (°F)                                  | 13.6 (56.5)                                         | 20.5 (68.9)                                         | 23.2 (73.8)                                         | 32.2 (90.0)                                         | 33.7 (92.7)                                         | 34.8 (94.6)                                         | 37.5 (99.5)                                         | 39.4 (102.9)                                        | 33.5 (92.3)                                         | 28.3 (82.9)                                         | 24.0 (75.2)                                         | 16.9 (62.4)                                         | 39.4 (102.9)                                        |
| 일평균 최고 기온 °C (°F)                                | 1.6 (34.9)                                          | 4.8 (40.6)                                          | 10.8 (51.4)                                         | 18.1 (64.6)                                         | 23.4 (74.1)                                         | 27.1 (80.8)                                         | 28.6 (83.5)                                         | 29.3 (84.7)                                         | 25.1 (77.2)                                         | 19.5 (67.1)                                         | 11.4 (52.5)                                         | 3.7 (38.7)                                          | 17.0 (62.6)                                         |
| 일일 평균 기온 °C (°F)                                  | −4.8 (23.4)                                         | −1.9 (28.6)                                         | 3.8 (38.8)                                          | 10.5 (50.9)                                         | 16.2 (61.2)                                         | 20.8 (69.4)                                         | 23.5 (74.3)                                         | 23.8 (74.8)                                         | 18.5 (65.3)                                         | 11.5 (52.7)                                         | 4.4 (39.9)                                          | −2.6 (27.3)                                         | 10.3 (50.5)                                         |
| 일평균 최저 기온 °C (°F)                                | −10.8 (12.6)                                        | −8.3 (17.1)                                         | −2.9 (26.8)                                         | 2.9 (37.2)                                          | 9.2 (48.6)                                          | 15.2 (59.4)                                         | 19.7 (67.5)                                         | 19.8 (67.6)                                         | 13.3 (55.9)                                         | 5.1 (41.2)                                          | −1.6 (29.1)                                         | −8.3 (17.1)                                         | 4.4 (39.9)                                          |
| 역대 최저 기온 °C (°F)                                  | −27.4 (−17.3)                                       | −25.9 (−14.6)                                       | −17.7 (0.1)                                         | −8.0 (17.6)                                         | −0.5 (31.1)                                         | 4.8 (40.6)                                          | 9.7 (49.5)                                          | 9.9 (49.8)                                          | 0.6 (33.1)                                          | −7.2 (19.0)                                         | −14.9 (5.2)                                         | −24.8 (−12.6)                                       | −27.4 (−17.3)                                       |
| 평균 강수량 mm (인치)                                   | 20.3 (0.80)                                         | 32.2 (1.27)                                         | 49.7 (1.96)                                         | 85.1 (3.35)                                         | 96.9 (3.81)                                         | 147.5 (5.81)                                        | 356.0 (14.02)                                       | 300.9 (11.85)                                       | 145.3 (5.72)                                        | 57.4 (2.26)                                         | 43.4 (1.71)                                         | 24.6 (0.97)                                         | 1,359.3 (53.52)                                     |
| 평균 강수일수 (≥ 0.1 mm)                                | 6.6                                                 | 6.3                                                 | 8.2                                                 | 8.5                                                 | 8.8                                                 | 9.7                                                 | 16.7                                                | 14.5                                                | 9.6                                                 | 5.8                                                 | 8.0                                                 | 7.2                                                 | 109.9                                               |
| 평균 상대 습도 (%)                                      | 68.1                                                | 64.4                                                | 61.3                                                | 57.0                                                | 62.4                                                | 68.1                                                | 77.6                                                | 76.7                                                | 75.6                                                | 73.0                                                | 70.7                                                | 70.3                                                | 68.8                                                |
| 평균 월간 일조시간                                      | 175.1                                               | 174.4                                               | 201.0                                               | 213.3                                               | 236.0                                               | 208.4                                               | 151.4                                               | 166.1                                               | 168.0                                               | 192.3                                               | 157.6                                               | 164.4                                               | 2,208                                               |
| 출처: 기상청 (평년값: 1991년~2020년, 극값: 1972년~현재) |                                                     |                                                     |                                                     |                                                     |                                                     |                                                     |                                                     |                                                     |                                                     |                                                     |                                                     |                                                     |                                                     |

## 지질
제천시는 영남 지괴와 옥천 습곡대의 경계 지역에 위치해 있어, 북서부에는 선캄브리아기의 편마암류가, 남동부의 충주호 주변에는 퇴적암인 고생대 조선 누층군과 옥천 누층군을 포함하는 시대 미상의 지층들이 분포한다.

### 선캄브리아기변성암류
선캄브리아기의 편마암류는 제천시 북서부 지역인 백운면과 박달재 주변에만 분포한다. 박달재를 중심으로 분포하는 편마암류는, 고개 이름을 따 박달재 변성암류(PCEggn; Precambrian granitic gneiss)라 불린다. 1967년 제천도폭에서 정의된 이 암석은 제천시 서부 변성암류의 기저를 이루며 박달재를 중심으로 남-북으로 표식적인 발달을 보이므로 박달령 변성암류라고 명명되었다. 본 암석은 조선계 지층보다 하부이기 때문에 선캄브리아기 지층임을 짐작할 수 있으며 중생대 화강암에 의해 관입당해 있다. 본 변성암류는 호상 화강암질 편마암, 흑운모 반화강암질 편마암, 안구(眼球) 편마암으로 구성된다.

### 고생대조선 누층군

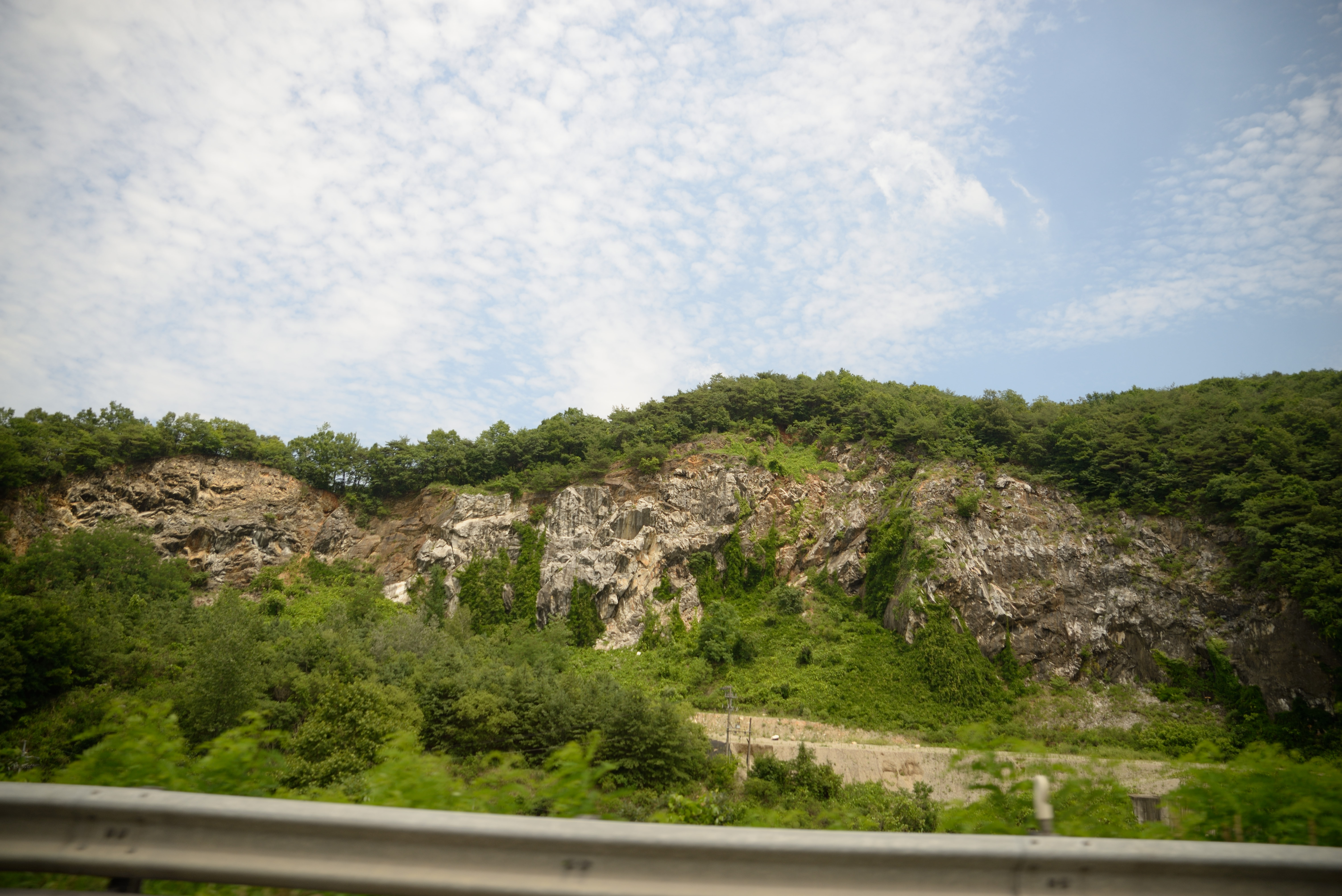
금성면 중전리 중앙고속도로 남제천 나들목 남쪽에 드러난 조선 누층군 삼태산층의 노두

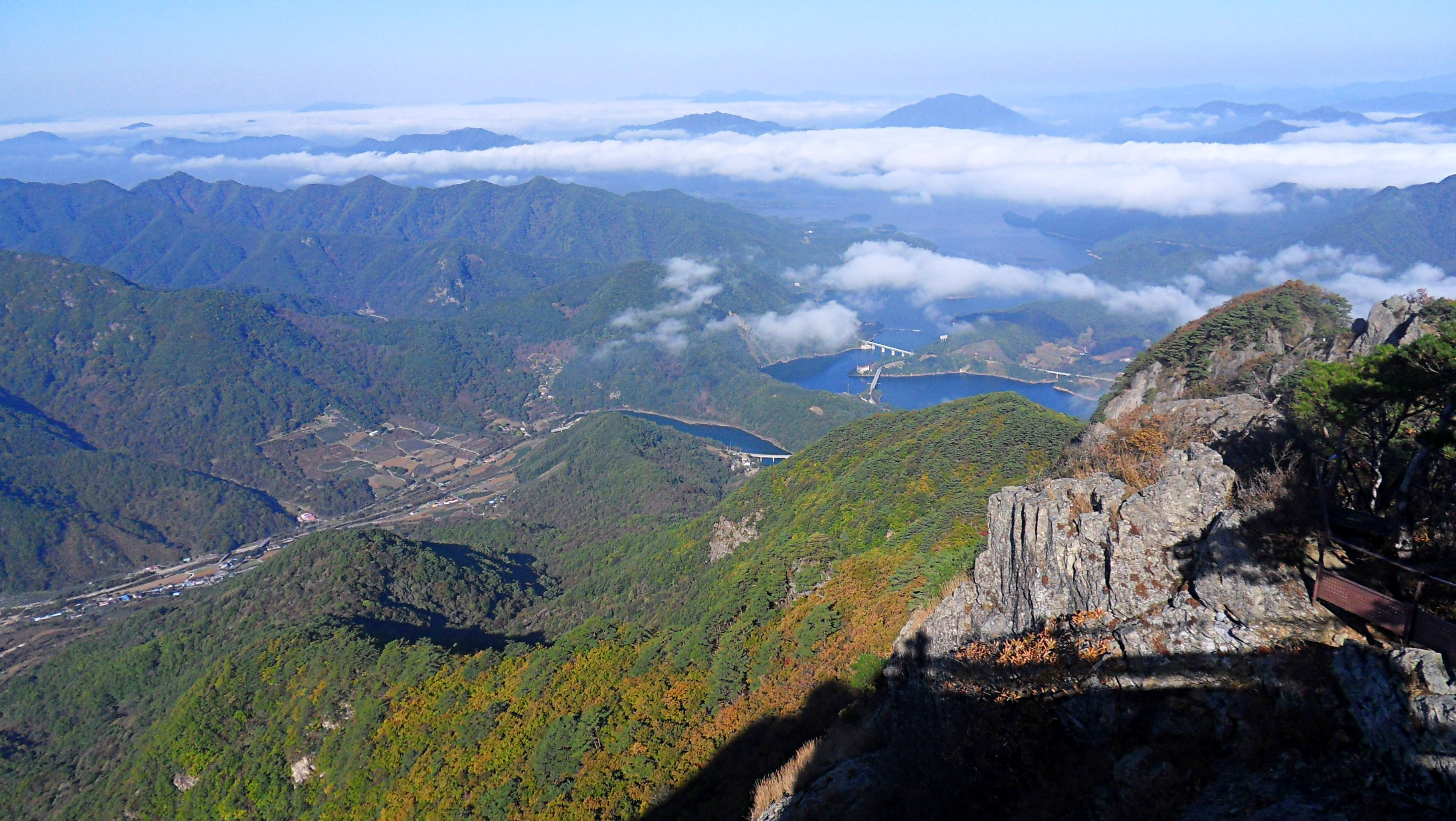
월악산에서 바라본 충주호. 사진의 암석은 조선 누층군 대석회암층군 석회규산염암에 해당하는 암석이다.

고생대 초기 오르도비스기에 형성된 조선 누층군은 제천시 동부 영월군과 단양군과의 경계 지역과 청풍호 주변에 넓게 분포한다. 제천시에 분포하는 조선 누층군은 대석회암층군 또는 조선 누층군 영월층군의 일부로서 돌로마이트를 주로 하는 흥월리층과 석회암을 주로 하는 삼태산층으로 구성된다.

### 중생대화강암

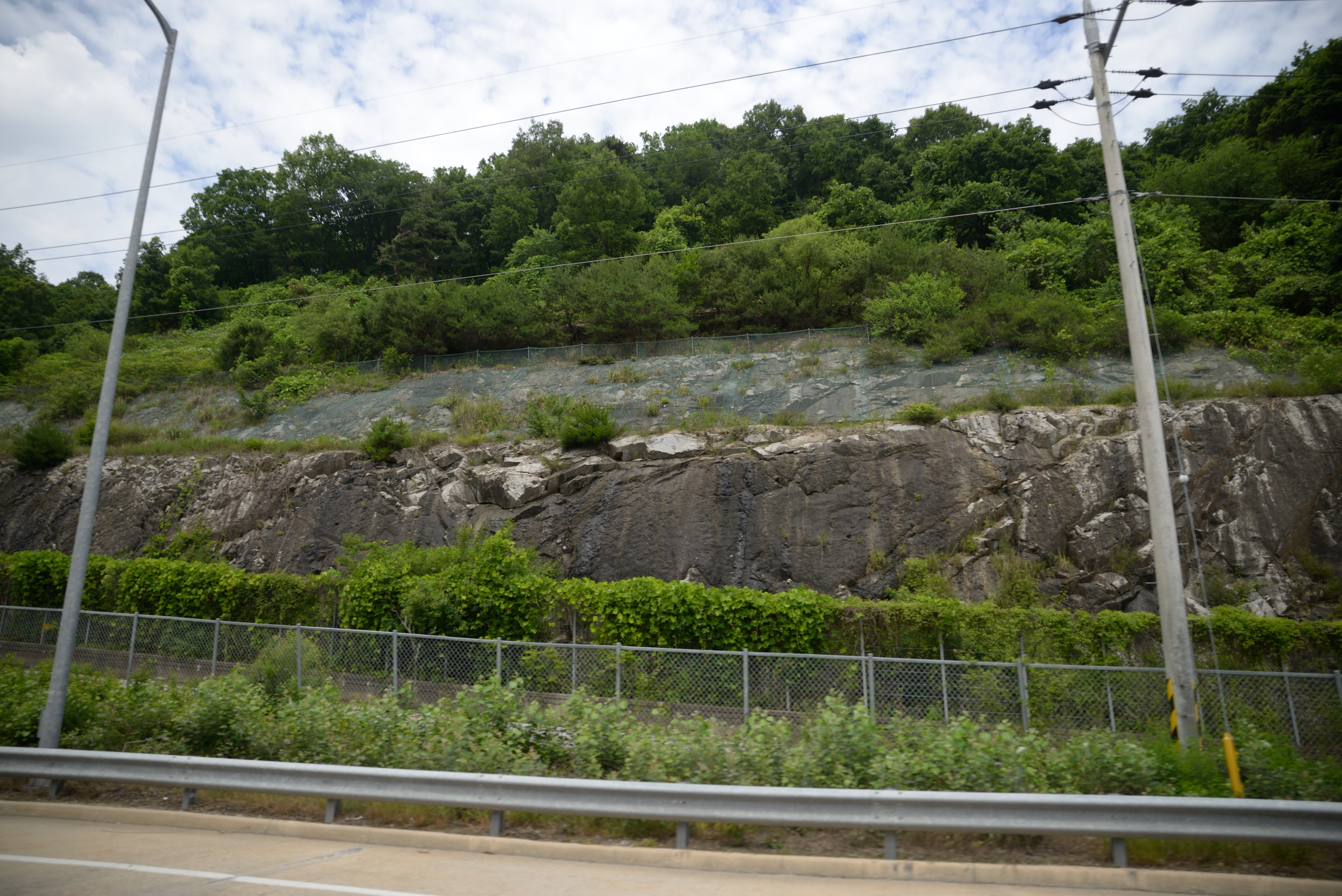
금성면 월림리, 중앙고속도로 제천휴게소 남동측에 드러난 경상계 불국사층군 반상 화강암(os)의 노두

제천시 시내 지역과 금수산 주변, 월악산 주변에는 중생대에 관입한 화강암이 분포한다. 

### 광산과 지하자원
제천시 남부 조선 누층군과 옥천 누층군 중에 포함된 비철금속광상을 위시한 각종 광상(鑛床)은 후기의 화성 작용의 영향을 받아 산성 심성암류와의 접촉부에 광상을 형성하고 있다. 대표적으로 우석광산, 당두 연-아연 광상, 월악 중석-몰리브데넘광상 등이 있다.

## 행정 구역
제천시의 행정 구역은 1읍 7면 9동으로 구성되어 있다. 제천시의 면적은 883.09km2이며, 인구는 2020년 7월 31일을 기준으로 63,623세대, 133,277명이며 외국인 인구는 1,793명이다.
| 읍면동   | 한자     | 면적   | 세대   | 인구    | 행정지도 |
| -------- | -------- | ------ | ------ | ------- | -------- |
| 봉양읍   | 鳳陽邑   | 144.87 | 3,655  | 6,800   |          |
| 금성면   | 錦城面   | 68.48  | 1,048  | 1,952   |          |
| 청풍면   | 淸風面   | 91.75  | 765    | 1,294   |          |
| 수산면   | 水山面   | 88.89  | 1,233  | 2,053   |          |
| 덕산면   | 德山面   | 111.51 | 1,1789 | 2,227   |          |
| 한수면   | 寒水面   | 75.37  | 400    | 707     |          |
| 백운면   | 白雲面   | 135.14 | 1,778  | 3,252   |          |
| 송학면   | 松鶴面   | 72.69  | 2,521  | 4,624   |          |
| 교동     | 校洞     | 3.75   | 7,704  | 18,889  |          |
| 의림지동 | 義林池洞 | 12.24  | 4,199  | 9,965   |          |
| 중앙동   | 中央洞   | 0.97   | 3,117  | 5,963   |          |
| 남현동   | 南峴洞   | 0.85   | 2,494  | 4,950   |          |
| 영서동   | 榮西洞   | 10.89  | 4,952  | 10,313  |          |
| 용두동   | 龍頭洞   | 15.39  | 8,643  | 17,968  |          |
| 신백동   | 新百洞   | 34.53  | 5,012  | 11,160  |          |
| 청전동   | 靑田洞   | 2.75   | 7,840  | 15,742  |          |
| 화산동   | 花山洞   | 13.02  | 7,073  | 15,418  |          |
| 제천시   | 堤川市   | 883.09 | 63,623 | 133,277 |          |

## 시청
- 현재 제천시청은 충청북도 제천시 천남동에 위치하고 있다.

## 산업
제천지역은 1차·2차 산업에 비해 3차 산업이 크게 발달한 도시이다. 특히 왕암동, 신동 쪽 시내 일부 지역을 제외하면 대부분 산악 지대로, 농업과 임업에 주로 종사하고 있다. 특히 일교차가 큰 기후를 이용하여 제천시 북부 지역에서는 사과를 널리 재배러고 있으며 최근에는 복숭아와 인삼 재배 농가도 늘어나는 추세다. 2차 산업은 최근 20년 사이에 급속하게 성장하고 있는데, 여섯 곳의 농공 단지와 두 곳의 산업 단지(제1바이오밸리, 제2바이오밸리)가 조성되어 있으며 3번째 산업단지를 조성중이다. 제천시에서는 충청북도의 특성화 산업인 바이오 산업과 제천의 한방산업에 맞추어, 왕암동 일대에 조성한 산업 단지를 바이오 산업에 특화하여 2010년과 2018년 국제한방바이오산업엑스포를 개최하였다. 1970년대 철도 교통 관련 산업의 확장과 시멘트 수요 증가에 따른 인구 증가는 3차 산업의 확대를 불러왔고, 이러한 추세는 1990년대 초반에 세명대학교가 개교하고 그 규모가 커짐에 힘입어 계속되고 있다. 특히 (청풍벚꽃축제), (제천국제음악영화제), (한방바이오박람회), (겨울왕국제천페스티) 개최 등 사계절 축제와 의림지와 청풍호 박달재 등을 연계한 관광 산업의 육성은 이러한 추세를 더욱 가속화할 것으로 보인다.
제천지역은 3차 산업이 상대적으로 발달한 곳으로 특히 인근 충주시와 원주시의 기업도시 유치와 맞물려 제천 지역 내의 사업체 수가 2002년 10,627개에서 2003년 10,561개, 2004년 10,333개, 2005년 10,318개로 점차 줄어들고 있다. 사업체 종사자 수도 동반 축소되어 2002년에 비해 1,000여 일자리가 줄어 지역경제 불황과 인구 감소의 주요 원인이 되고 있다. 인구 증감은 2002년 143,655명에서 2007년 3월 135,972명(남 68,500명, 여 67,472명)으로 5년간 약 7,700명이 감소하였다. 인구 정점은 1999년의 148,453명이며, 제천시 승격 이전에는 1976년의 170,292명이다. 제천시에는 대형 할인 마트로는 이마트와 롯데마트가 있으며 역전한마음시장, 제천약초시장, 중앙시장, 내토전통시장, 덕산면 전통시장, 동문 전통시장, 박달재 전통시장이 토속 상권을 유지하고 있다.

### 지역내 총생산
제천시의 2011년 지역 내 총생산은 4조 768억원으로 충청북도 지역 내 총생산의 4.7%를 차지하고 있다. 이중 농림어업(1차 산업)은 2,003억원으로 4.2%의 비중을 차지하고 있으며, 광업 및 제조업(2차 산업)은 1조 7,233억 원으로 36.14%의 비중으로 차지하고 상업 및 서비스업(3차 산업)은 2조 8,443억원으로 59.65%의 비중을 차지한다. 3차 산업 부문에서는 특히 건설업(12.73%)과 공공행정(7.44%), 도소매업(6.16%)과 운수업(6.15%)이 큰 비중을 차지하고 있다.

### 산업별 종사자 현황
2014년 제천시 산업의 총종사자 수는 51,145명으로 충청북도 총종사자 수의 8.2%를 차지하고 있다. 이중 농림어업(1차산업)은 139명으로 0.3%의 비중을 차지하고 있으며, 광업 및 제조업(2차산업)은 7,110명으로 13.9%의 비중으로 차지하고 상업 및 서비스업(3차산업)은 43,896명으로 85.8%의 비중을 차지한다. 2차산업은 충청북도 전체의 비중(28.9%)보다 낮고 3차 산업은 충청북도 전체 비중(70.8%)보다 높다. 3차산업 부문에서는 도소매업(16.0%), 숙박 및 음식점업(13.8%)과 건설업(9.4%), 교육서비스업(9.0%)이 큰 비중을 차지하고 있다.

## 문화·예술

제천시 제천 시민회관
각종 문화행사 시행 공간

제천시 중앙공원
충의루(忠義樓) 2000년 건립

제천 지역은 선사시대 유적부터 고려·조선시대의 것까지 많은 유물·유적이 산재해 있다. 학술적 차원에서 주목받은 선사시대 유적으로는 송학 포전리 점말동굴, 청풍 황석리 고인돌 등이 있다. 이 중 점말동굴은 군사분계선 이남 지역에서 최초로 확인된 구석기시대의 동굴 유적이다. 또 청풍 황석리 고인돌에서는 다량의 신석기 유물이 출토된 바 있다.
밀양 수산제, 김제 벽골제와 함께 삼한시대의 대표적인 농업 유적으로 꼽히는 의림지가 이 지역 문화재 중 가장 널리 알려져 있다. 의림지는 골짜기를 막아 만든 인공 저수지로, 현재도 농업용수 공급용으로 쓰이며 지역 주민의 휴식공간으로도 이용된다. 삼국시대의 유적으로는 한수면의 덕주산성이 있다. 덕주산성은 5개의 성벽이 겹겹이 둘러싼 구조로 되어 있는데, 각각의 축조 시기가 달라 시대별 성곽 축조 방식을 잘 보여주고 있다.
이 외에 제천 지역에는 불교 유적이 많이 있다. 특히 신라시대에 의상이 창건하였다고 전해지는 정방사에는 조성 연대가 정확히 알려진 조선 중기의 관음보살상이 봉안되어 있다. 또한 신라 마지막 왕 경순왕의 둘째 아들 덕지(德摯) 왕자 (또는 덕주공주)가 마의태자 일행과 이곳에 들렀을 때 창건하였다고 전해지는 덕주사(德周寺)가 한수면에 있다. 덕주사는 법주사(法住寺)의 말사로, 절벽에는 큰 마애불이 조각되어 있는데, 이는 보물 제406호로 지정되어 있다. 이 외에도 사자빈신사지석탑, 청풍 석조여래입상, 제천 신륵사 삼층석탑, 제천 장락리 칠층모전석탑 등은 보물로 지정되었다.
가톨릭 유적지로는 한국 천주교회 최초의 신학교 터인 배론성지가 봉양읍 구학리에 자리잡고 있다.
천연기념물로는 제원 송계리의 망개나무가 있다.
무형 문화유산으로는 제천시 수산면에 수산 오티 별신제가 전해지고 있다.
- 충주호
- 청풍 문화재 단지

## 체육시설
제천시 화산동에 위치한 종합운동장을 중심으로 각종 축제와 시민경기가 이루어진다.
또한 제천시민의 여가 스포츠를 위한 제천체육관에서는 수영, 스쿼시, 복싱, 에어로빅, 요가 골프등을 운영하고 있다.
시민체육공원 사업으로 용두동(하소동), 신백동, 장락동에 제천시민의 체육활동 증진을 위한 시민체육공원이 조성되었다.
장애인을 위한 체육시설로 신백동에 어울림체육센터가 개관하였으며 이밖에도 전용경기장으로 배드민턴, 족구, 게이트볼, 궁도, 정구, 산악자전거, 테니스 구장이 운영중이며 공식 축구경기를 위한 축구센터가 자원관리센터와 봉양건강축구센터가 운영중이다. 2017년 5월 25일에는 청전동 산 12-9일대에 '시민공원'이 개장되었다. 이 공원은 충북 도내 최초 방재기능이 도입된 재해 저감형 다목적 도시공원이다. 제천시청에서 운영중인 실업선수단으로 육상, 여자기계체조, 사격, 남자탁구 선수단이 운영중에 있으며 2020년 2월 2일 가가와 마루가메 국제하프마라톤 대회에서 육상선수단 최경선 선수가 3위로 골인하며 한국여자하프마라톤 신기록을 수립했다.(기록 1시간 8분 35초)

## 교육

세명대학교

제천시에는 조선시대부터 제천향교, 청풍향교 등의 교육기관이 있었다. 일제강점기인 1942년에 지역 최초의 현대식 교육기관인 2년제 제천실과여학교가 설립된 이래로 현재까지 1개의 종합대학을 포함하여 전문대학·고등학교·중학교 등 거의 모든 과정의 교육기관이 설립되었다.
각각 1942년과 1943년에 설립된 제천실과여학교와 제천공립농업학교는 현재까지도 지역 교육에서 중요한 위치를 차지하고 있으며, 1948년에 지역 최초로 설립된 사립학교인 대제중학교를 비롯한 네 개의 사립학교도 급속히 성장하여 교육·문화는 물론이고 지역 경제에도 큰 영향을 주고 있다.
2007년 현재 이 지역에는 1개의 종합대학교, 1개의 전문대학, 1개의 폴리텍대학, 7개의 고등학교, 13개의 중학교, 24개의 초등학교, 36개의 유치원, 1개의 특수학교가 설립되어 운영되고 있다.
2006년에는 교육인적자원부에 의해 평생교육도시로 지정되었다. 이에 따라 제천시립도서관·제천학생회관·세명대학교 평생교육원 등에서는 평생교육 강좌를 개설하여 운영하고 있다.
2010년에 폐교된 한국폴리테대학 자리에는 2012년에 산업인력공단에서 다문화가정의 자녀들을 위한 기술대안학교인 다솜학교로 개교하여 현재 운영하고 있다.
- 사립대학교

|  | - 세명대학교 |

- 사립전문대학

|  | - 대원대학교 |

- 폴리텍대학

|  | - 한국폴리텍대학 다솜학교 |

- 고등학교

|  | - 세명고등학교 - 제천고등학교 - 제천디지털전자고등학교 | - 제천산업고등학교 - 제천상업고등학교 - 제천여자고등학교 - 제천제일고등학교 |

- 중학교

|  | - 내토중학교 - 대제중학교 - 의림여자중학교 | - 봉양중학교 - 수산중학교 - 송학중학교 | - 제천덕산중학교 - 제천동중학교 - 제천여자중학교 | - 제천중학교 - 청풍중학교 - 한송중학교 |

- 초등학교

|  | - 금성초등학교 - 남당초등학교 - 남천초등학교 - 내토초등학교 - 동명초등학교 - 두학초등학교 | - 백운초등학교 - 봉양초등학교 - 수산초등학교 - 송학초등학교 - 신백초등학교 - 용두초등학교 | - 입석초등학교 - 의림초등학교 - 왕미초등학교 - 제천덕산초등학교 - 제천중앙초등학교 | - 청풍초등학교 - 한송초등학교 - 화당초등학교 - 화산초등학교 - 홍광초등학교 |

- 각종학교

|  | - 간디학교 - 월악민속놀이학교 - 정진야간학교 - 제천솔뫼야간학교 |

- 특수학교

|  | - 청암학교 |

## 교통

### 철도
1941년에 중앙선이 개통된 이래로, 제천시는 충북 북동부 철도 교통의 결절점 역할을 하고 있다. 제천시의 서북부와 동부를 가로질러서 중앙선이 지나며, 화물 운송에 큰 역할을 담당하는 충북선은 봉양역에서 시작하고, 태백선은 제천역에서 시작한다.
지역에서 가장 큰 역인 제천역은 영천동에, 동양 최대의 조차장인 제천조차장은 천남동에, 태백선 화물 열차의 주요 착발역인 입석리역은 송학면 시곡리에 있다. 제천역의 2006년 연간 이용객 숫자는 1,220,331명으로, 하루에 약 3389명꼴로 이용하였다. 제천역의 2006년도 화물 수송 톤키로는 하행 6,061,229.0톤km, 상행 27,318,032.4톤km이고, 제천조차장의 화물 수송 톤키로는 하행 1,736,201.0톤km, 상행 36,606,512.5톤km이다.
한국철도시설공단에서는 점점 확장되는 제천시 동지역 동부를 지나가는 태백선 제천-입석리 구간을 현재보다 동쪽으로 더 먼 곳으로 이설할 계획을 세우고 있다. 또한 중앙선의 수송량 증대를 위해 중앙선 제천 - 도담 구간의 복선 전철화 공사가 진행되고 있으며, 중앙선의 여객 열차 소요시간 단축을 위해 원주 - 제천간의 선로 이설 및 복선 전철화 및 선형 개량 공사가 현재 실시 설계 중이다. 또한 중앙선 영주역 및 안동역 방면으로도 복선 개량 전철화가 추진 중이며, 코레일이 한국형 틸팅열차를 도입하게 하여 제천을 거쳐 태백선 지역으로 운행하게 하려는 노력도 지역 사회에서 진행되고 있다.

여름철의 제천역
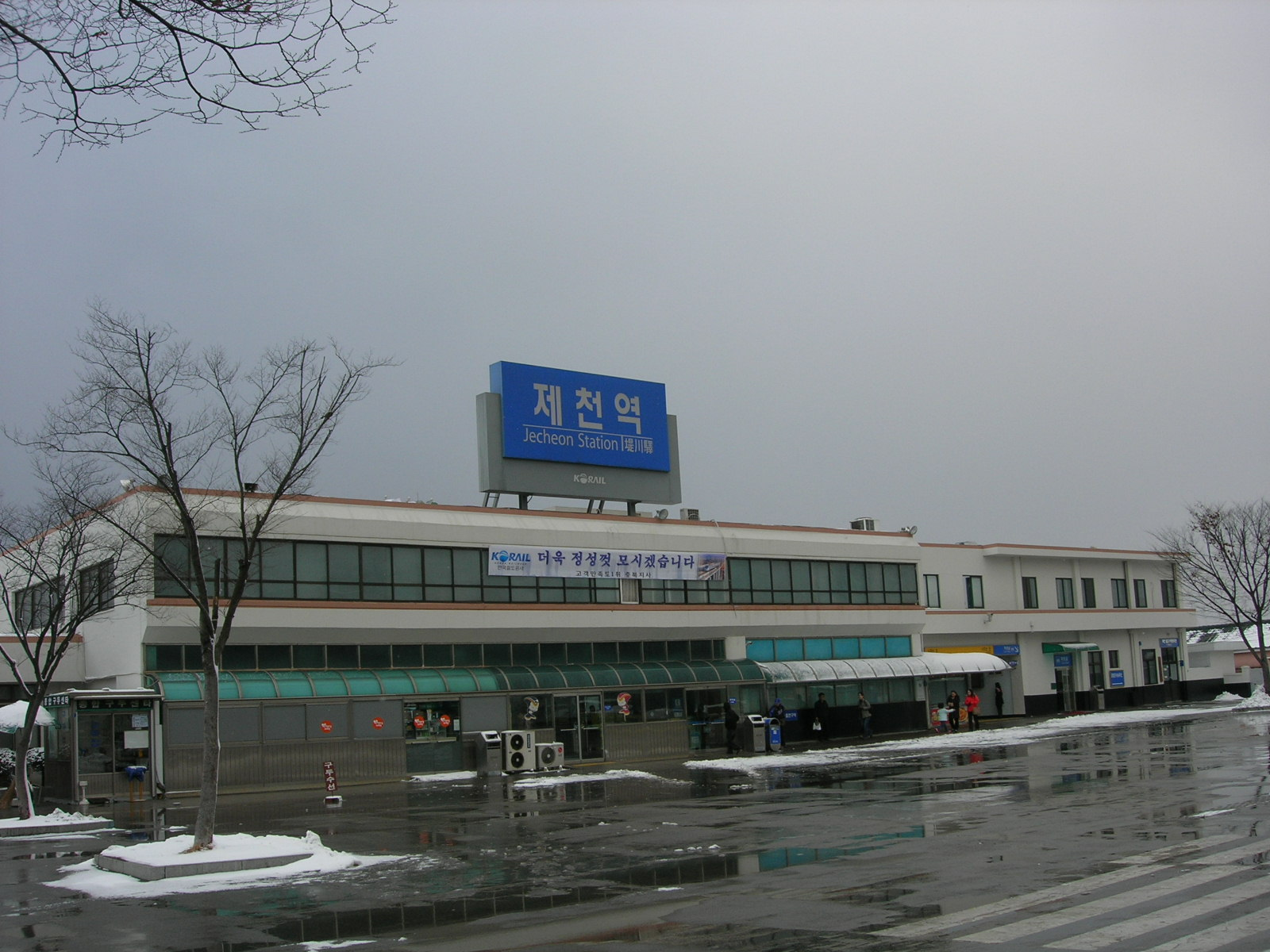
겨울철의 제천역
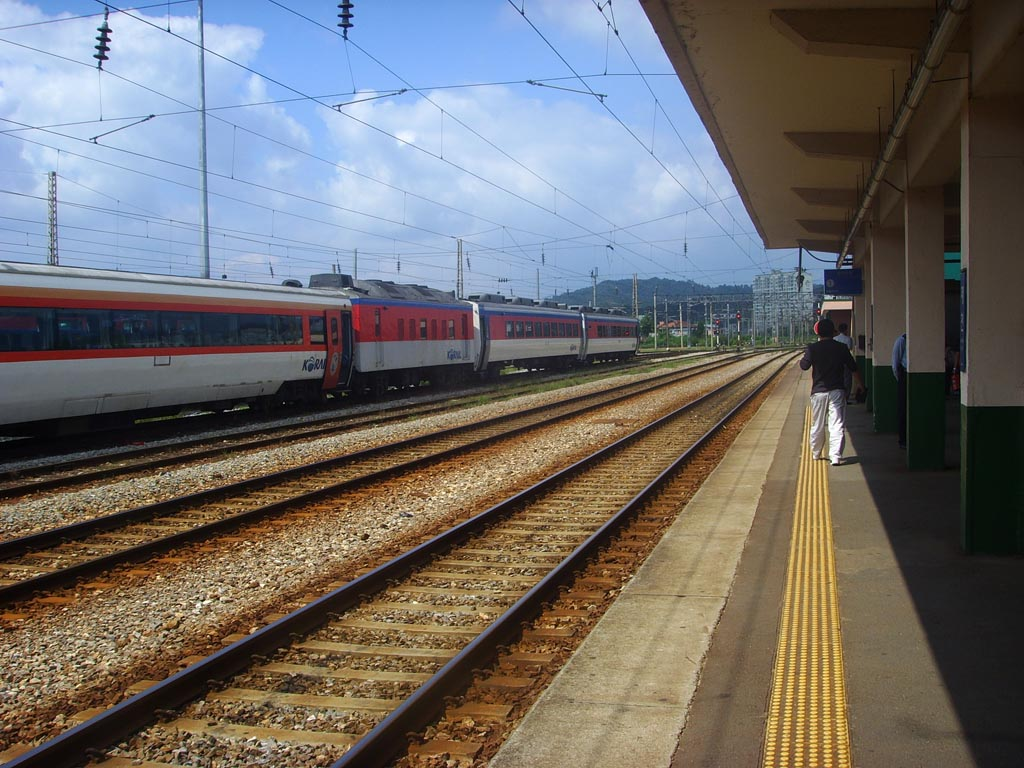
제천역 타는 곳

### 도로

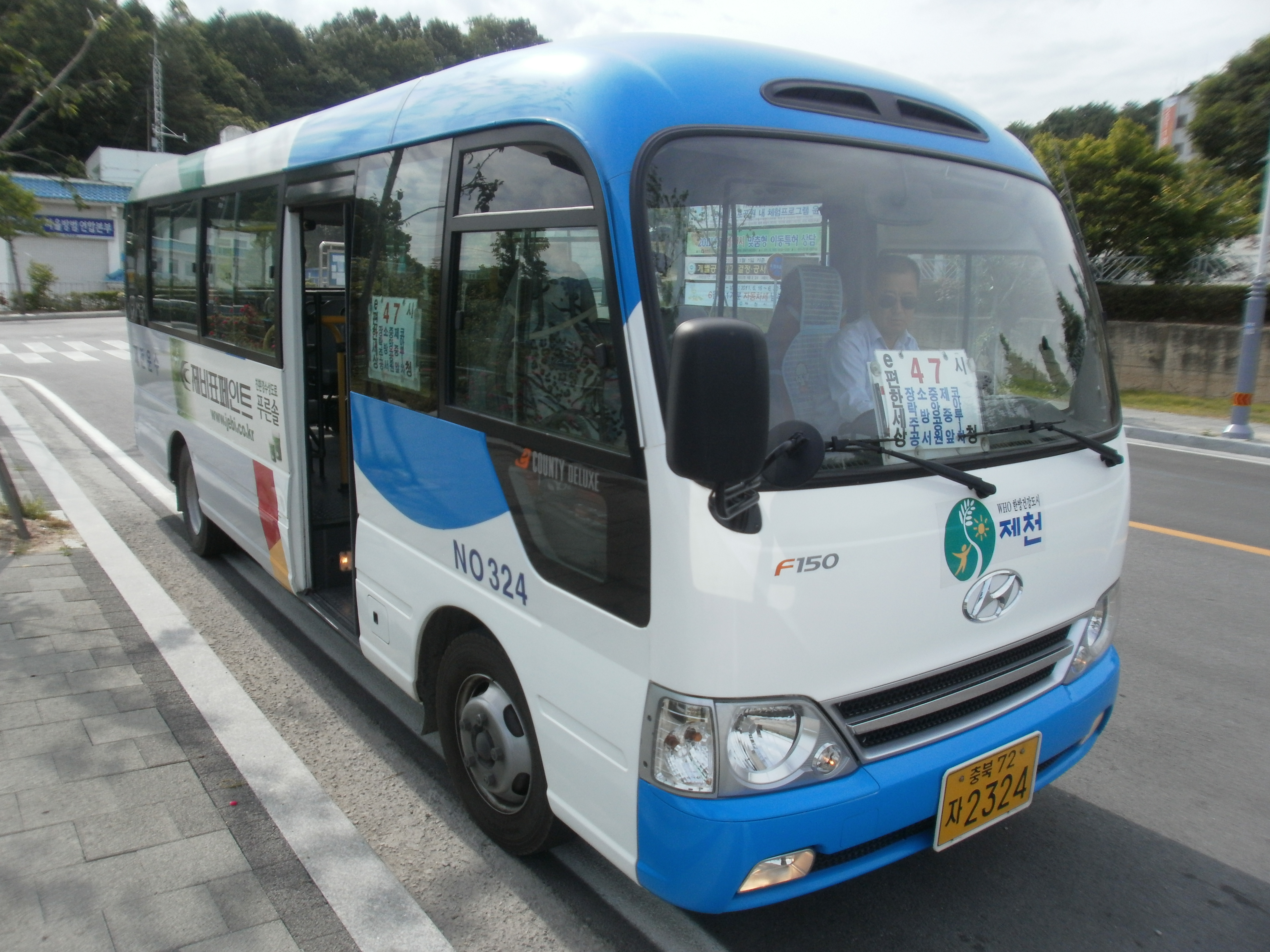
2010년 8월부터 운행되기 시작한 소형 시내버스

제천시의 북부와 남동부를 관통하여 중앙고속도로와 국도 제5호선이 원주시와 단양군을 잇고 있으며, 주요 나들목에는 제천 나들목 (옛 서제천 나들목)과 금성면의 남제천 나들목이 있다. 또한 서북부와 동부를 가로지르는 국도 제38호선은 영월군과 충주시를 잇는데, 충주 - 제천 - 영월간 4차선 확장 및 선형개량 공사가 완료되어 지역간 교류 증대에 큰 기여를 하고 있다. 또한 동서고속도로의 한 축인 평택제천고속도로가 2015년 6월 개통했다.
사방으로 연결된 도로망을 이용해 버스 교통도 잘 발달되어 있다. 두 개의 터미널인 제천시외버스터미널과 제천고속버스터미널이 있으며, 이 외에도 서부동·하소동·세명대·봉양·학산·탁사정·백운 등에 정류장이 있다. 제천시외버스터미널에는 시외버스가 정차하며, 제천고속버스터미널에는 고속버스가 정차한다. 제천과 서울·대전·대구 등 대도시를 잇는 시외직행·시외고속버스가 매일 운행하고 있다. 제천과 서울을 잇는 고속버스의 연간 승차자 수는 269,509명이다.
시내의 버스 교통은 공영 업체인 제천교통과 제천운수가 맡고 있다. 제천시내와 단양·주천·백운·청풍·학산·쌍용 등을 잇는 시내버스가 매일 운행하고 있으며, 단양군의 농어촌버스인 단양버스가 매포를 거쳐 제천역까지, 충주시의 시내버스인 삼화버스공사, 충주교통은 송계까지, 원주시의 시내버스인 동신운수와 태창운수가 학산면까지 운행하고 있다. 2003년부터 시외지역을 운행하는 버스에는 두 자리, 시내지역을 운행하는 버스에는 기·종점에 따라 세 자리의 노선 번호가 부여되었으나 2010년 7월 무임 환승 및 환승 할인제가 시행되면서 두 자리 번호의 노선과 세 자리 번호의 노선을 상호 맞교환했다. 현금을 내거나 회수권을 우구입하여 버스에 승차할 수 있으며, 충청북도의 다른 지역과 마찬가지로 마이비카드, 티머니, 캐시비, 하나로카드 등을 이용해 운임을 지불할 수 있고 교통카드를 이용하여 40분 내에 1회에 한정하여 다른 노선으로 갈아탈 수 있으며 2010년 8월부터 소형 시내버스인 현대 카운티 1대를 도입해 운행하고 있다.
2006년 기준으로 제천시에 등록된 자동차는 모두 47,781대로, 통합 제천시의 통계가 시작된 이래로 꾸준히 증가하고 있다.
| 40 | 동충주 나들목 ↔ 제천 분기점 ↔ 남제천 나들목                             |
| 55 | 북단양 나들목 ↔ 남제천 나들목 ↔ 제천 분기점 ↔ 제천 나들목 ↔ 신림 나들목 |

| 5  |
| 36 |
| 38 |

| 82  |
| 402 |
| 522 |
| 532 |
| 534 |
| 597 |

## 주요 기관
제천시에는 다음의 주요 행정 및 공공기관이 있다.
- 제천시청
- 제천시의회  보관됨 2008-08-19 - 웨이백 머신
- 제천경찰서
- 제천소방서
- 제천우체국
- 제천세무서
- 청주지방법원 제천지원
- 청주지방검찰청 제천지청
- 충청북도제천교육지원청
- 제천시립도서관
- 통계청 중부통계사무소 제천출장소

## 자매 도시
| 지역 & 국가    | 도시              | 도시           |
| -------------- | ----------------- | -------------- |
| 대한민국       | 경기도            | 광명시         |
| 대한민국       | 경기도            | 안산시         |
| 대한민국       | 서울특별시        | 동대문구       |
| 대한민국       | 서울특별시        | 서초구         |
| 대한민국       | 서울특별시        | 성북구         |
| 대한민국       | 서울특별시        | 용산구         |
| 대한민국       | 전라남도          | 함평군         |
| 대한민국       | 충청남도          | 논산시         |
| 러시아         | 하바롭스크 변경주 | 하바롭스크     |
| 미국           | 워싱턴주          | 스포캔         |
| 아랍에미리트   | 두바이            | 두바이         |
| 중화인민공화국 | 장시성(江西省)    | 장수시(樟树市) |
| 중화민국       | 화롄현(花莲縣)    | 화롄현(花莲縣) |

## 같이 보기
- 대한민국의 설치순 도시 목록
- 국민의힘